# Autoecologia
A autoecologia é um dos três grandes ramos nos quais a ecologia se divide, sendo os outros dois a sinecologia e a demoecologia. É uma área que estuda como cada espécie (animal ou vegetal) se relaciona e responde aos determinadas características e eventos ambientais, tais como (clima, vegetação, relevo, umidade e entre outros fatores bióticos e abióticos). Trata-se de uma área científica com poucos díscipulos no mundo atual, pois é classificado como um tipo de estudo muito restrito e que não contempla o ecossistema como um todo.

## Origem
O conceito originou se no 3º Congresso Internacional de Botânica, realizado em Bruxelas, no ano de 1910. A meta foi de definir os ecossistemas de maneira experimental e indutiva, por meio da elaboração de estudos sobre as relações dos seres vivos com os fatores ambientais.

## Restrições da autoecologia
A autoecologia considera os organismos como representantes de uma espécie e como estes reagem aos factores ambientais, tanto bióticos como abióticos. Nos estudos de autoecologia pretende verificar-se como cada espécie se adaptou a um determinado biótopo, tanto do ponto de vista da fisiologia como da etologia, incluindo as suas migrações e as suas relações com outras espécies que coabitam o mesmo ecossistema.